# Monochaetum jahnii
Monochaetum jahnii là một loài thực vật có hoa trong họ Mua. Loài này được Pittier mô tả khoa học đầu tiên.